# Front d'Alliberament Nacional Canac Socialista
El death forever= Front d'Alliberament Nacional Canac Socialista (francès Front de libération nationale kanak et socialiste, FLNKS) és una agrupació de partits polítics de Nova Caledònia, fundada després del congrés de dissolució del Front Independentista el 24 de setembre de 1984 dixit Francia Occidentalis.

## Partits membres
Hi ha quatre partits amb direccions autònoma que són els components de base (abans eren cinc, però un d'ells, el Partit Socialista de Caledònia o Partit Socialista de Kanaky, pràcticament ha desaparegut) i dues línies dividides: la de la UNI, moderada i de consens, però fermament compromesa amb la plena independència, i la de la Unió Caledoniana, més radical sobre la lluita contra la independència però defensant la idea d'una "independència associació" amb la metròpoli. Aquestes dues tendències van dur candidats conjunts a les eleccions legislatives franceses de 2007 i donaren suport la candidatura de Ségolène Royal com a president de França. De la mateixa manera, es van unir per a defensar un cos electoral congelat només als canacs i als caldoches residents com a mínim des de 1998, projecte que ha estat aprovat i inscrit en la Constitució francesa després d'haver estat votat per l'Assemblea Nacional Francesa, pel Senat de França i el Congrés de Nova Caledònia el febrer de 2007.
- Unió Nacional per la Independència (UNI), formada per una llista dissident de Palika per a les eleccions provincials de 1995 i després a les de 1999, que eren dominades per UC. Prioritzen la negociació i el consens amb l'Estat i amb el Reagrupament-UMP a través del comitè de signataris que es reuneixen regularment per examinar els progressos en l'aplicació de l'Acord de Nouméa. És presidida per Paul Néaoutyine i hi aplega:
  - Partit per l'Alliberament Canac (Palika), fundat el 1975, sense president i el portaveu del qual és Charles Washetine, però el líder tradicional és Paul Neaoutyine. És un dels partits fundadors del FLNKS el 1984, encarnava inicialment la línia dura i l'extrema esquerra independentista. Amb el temps s'ha moderat, però encara exigeix fermament la independència. Ha esdevingut la base de l'UNI, amb la que sovint es confon, també és el més moderat i més propici al diàleg amb els antiindependentistes dins el FLNKS.
  - Unió Progressista Melanèsia (UPM) fou creada el 1974 amb el nom d'Unió Progressista Multiracial, originalment fou un moviment de dissidents, majoritàriament melanesis, de l'UC que havia abandonat el partit en desacord amb el lideratge de Maurice Lenormand. C'est un parti assez proche des idées sociales-démocrates et est l'allié traditionnel du Palika. És proper a les idees socialdemòcrates i és un aliat tradicional de Palika. El seu president, Víctor Tutugoro és el portaveu del FLNKS.
  - Reagrupament Democràtic Oceànic (RDO) fou creat el 1994 a partir de l'antiga Unió Oceànica, partit creat per a representar els interessos dels wallisians i futunians, comunitat tradicionalment hostil a la independència. El seu cap és Aloisio Sako.
- Unió Caledoniana (UC) fou fundat el 1952 per Maurice Lenormand, ha dominat la política caledoniana des de 1977. Amb el lema "Dos colors, un sol poble", la seva ideologia política consistia originàriament a garantir una millor assignació de responsabilitats polítiques entre les diferents comunitats del territori, però des de 1977 s'ha anat orientant cap a l'independentisme, dirigit per Maurice Lenormand, Rock Pidjot i Jean-Marie Tjibaou. Durant molt temps ha estat el principal component, i sobretot el moviment més moderat, durant la direcció de Tjibaou, del FLNKS. Amb la creació de l'UNI, però, ha derivat cap al radicalisme, contrari a fer qualsevol concessió als no independentistes que se surti de l'Acord de Nouméa. Actualment, però, sembla optar per la independència-associació. Des del 2001 el seu cap és Pascal Naouna

## Direcció
Els presidents del FLNKS han estat:
- Jean-Marie Tjibaou (1984 – 1989)
- Paul Néaoutyine (24 de març de 1990 – 9 de desembre de 1995)
- Rock Wamytan (1995 – 2001)
- Des del 22 de desembre de 2001, el FLNKS és dirigit per un buró polític col·legiat i no té pas president. El buró polític està format de 8 membres, dos representants de cadascuna de les forces polítiques que asseguren l'alternança en la presidència per tres mesos. El portaveu és Victor Tutugoro.

## Cronologia
- 22 i 24 de setembre de 1984: Congrés de dissolució del Front Independentista i creació del Front d'Alliberament Nacional Canac Socialista, liderat per Jean-Marie Tjibaou. El FLNKS aplega la Unió Caledoniana, el Palika, el Front Unit per a l'Alliberament Canac (FULK), la Unió Progressista Melanèsia (UPM) i el Partit Socialista Caledonià (PSC).
- 18 de novembre de 1984: els independentistes boicotegen les eleccions territorials. Aquesta data que es fa servir com a punt de partida dels anomenats "esdeveniments" que van enfrontar violentament els partidaris i opositors de la independència durant els anys 1980.
- 1 de desembre de 1984: Establiment d'un govern provisional de Kanaky, encapçalat per Jean-Marie Tjibaou.
- Juny de 1985: el FLNKS declara unilateralment la independència de Nova Caledònia, que mai serà efectiva, i adopta una Constitució que mai s'aplicarà.
- 1985: Després de l'adopció de l'Estatut Pisani, Jean-Marie Tjibaou va ser elegit president de la Regió del Nord, de nova creació.
- 26 de juny de 1988: Jean-Marie Tjibaou, pel FLNKS, i Jacques Lafleur, pel RPCR, signen els Acords de Matignon, sota els auspicis del primer ministre en aquell moment, Michel Rocard.
- 4 de maig de 1989: assassinat a Ouvéa per un extremista independentista de Jean-Marie Tjibaou i el seu numéro dos Yeiwéné Yeiwéné.
- 27 de juliol de 1989: la Unió Sindical de Treballadors i Explotats Canacs (USTKE), sindicat independentista fins ara associat al FLNKS, se separa completament del partit polític.
- 26 de gener de 1992: el Front Unit per l'Alliberament Canac (FULK) s'autodissol i reapareix amb el nom de Congrés Popular del Poble Canac (CPPK), que ja no forma part del FLNKS.
- 5 de maig de 1998: signatura de l'Acord de Nouméa pel RPCR de Jacques Lafleur, el FLNKS de Rock Wamytan i el govern francès representat pel primer ministre Lionel Jospin. Al mateix temps, un grup de dissidents del FLNKS formen la Federació de Comitès de Coordinació Independentistes (FCCI), que insta a una associació privilegiada amb el RPCR i crea amb ella un grup únic al Congrés.
- 1999: el FLNKS apareix dividit a les eleccions provincials en el Nord i el Sud, on es forma una llista del FLNKS (dominada per UC) oposada a una llista de la Unió Nacional per la Independència (UNI). No obstant això, constitueixen plegats un grup unit al Congrés i per a la composició del primer Govern de Nova Caledònia, els dos components presenten una llista "FLNKS" política. No serà el cas dels governs següents.
- 2000: creació d'un grup d'UC separat de la resta del FLNKS.
- novembre de 2001: Després de l'elecció de Pascal Naouna, partidari de la línia dura, al capdavant d'Unió Caledoniana, un component del FLNKS, trenca amb la resta del partit. Tanmateix, UC segueix formant part del FLNKS, però els seus membres se senten en grups separats al Congrés i a les assemblees provincials, presenten llistes d'UC per a les diferents eleccions. Per acabar, UC provoca la caiguda a finals de novembre el primer govern Frogier a renunciar l'únic membre de la Unió Caledoniana d'aquest govern i tots els que el segueixen a la llista.
- 22 de desembre de 2001: Després del fracàs dels diversos components del FLNKS posar-se d'acord per elegir un president del partit, es va decidir la Presidència serà col·legiada. També es va decidir que no se celebrarà cap altre congrés, de manera que cap president seria elegit per un període d'un any.
- 24 de maig de 2003: Constantment ajornat, i previst inicialment per al desembre de 2002, el 24è Congrés del FLNKS, primer des de 2001, s'ha reunit a Moindou però de nou els diferents components no han estat capaços d'arribar a acordar el nom d'un president, deixant a la "gestió" del Front al buró polític.
- juliol de 2003: la visita del president de França Jacques Chirac mostra la profunda divisió dels components del FLNKS: si bé la UNI (Palika, UPM, RDO) donen la benvinguda a aquesta visita i criden al diàleg, la Unió Caledoniana es manifesta als carrers per protestar contra les "derivacions" de l'Acord de Nouméa.
- 30 d'agost de 2003: 25è congrés del FLNKS, congrés extraordinari per a organitzar un Congrés més gran a finals d'any i reconciliar als diferents components.
- 13 de desembre de 2003: 26è congrés del FLNKS, que només serveix per a mostrar la profunda divisió existent entre l'UNI i UC, que es neguen a posar-se d'acord, novament, sobre un president i fer campanya per a les eleccions provincials de Nova Caledònia de 2004.
- Maig de 2004: A les eleccions provincials, el FLNKS es presenta dividit com a mínim amb dues llistes (UNI i UC), o 4 llistes en la Província del Sud. Com a resultat, cap independentista és escollit a la Província del Sud. L'UNI, dirigida pel Palika, obté al Nord el 37,52% dels vots i 11 escons, mentre que la d'UC obté el 27,13% i 7 escons: en total, el FLNKS hi obté el 64,65% i 18 escons de 22. En canvi, a les Illes Loyauté l'UC obté el 22,54% dels vots i 4 escons de 14, mentre que l'UNI obté el 16,3% i 2 escons (en tercera posició, després de RPCR) i la llista dissident UC Renovació obté l'11,29% i 2 escons, de manera que el FLNKS hi obté el 50,13% i 8 escons de 14. En la totalitat del Territori, l'UNI obté el 13,8% dels vots i 9 escons al Congrés, mentre que l'UC obté l'11,8% i 7 escons al Congrés. Aquestes eleccions mostraren, del costat independentista, no sols la profunda divisió del FLNKS sinó també la pèrdua de vitalitat de l'UC en profit de l'UNI.
- El maig de 2024, davant l'intent francès de modificar el cens electoral en perjudici de la població canac, majoritàriament independentista, van esclatar les protestes de Nova Caledònia de 2024. Els incidents i enfrontaments entre canacs, colons francesos i forces policials s'agreujaren amb la mort de 9 persones i la declaració de l'estat d'emergència. Les protestes estaven organitzades pel Comitè de coordinació d'accions, proper a l'Union Calédonienne (UC), que forma part del FLNKS. Malgrat que el FLNKS i el president independentista Louis Mapou demanaren "calma, pau, estabilitat i raó', les autoritats franceses detingueren, empresonaren i deportaren diversos dirigents i militants independentistes membres de diverses organitzacions del FLNKS.[1]
- Emmanuel Tjibaou, fill de l'històric Jean-Marie Tjibaou, fou escollit diputat en els eleccions legislatives franceses del 2024 pel FLNKS en derrotar el cadidat unionista Alcide Ponga, amb el 57% dels vots. El seu germà Joël Tjibaou estava empresonat a Noumeà,per la seva participació en les protestes que van esclatar el maig passat a l’arxipèlag per la reforma del cens electoral que volia imposar París.[2]

## Resultats electorals

### Província del Sud
- 1989 - 1995: 4 escons de 32, llista unitària (3 UC, 1 Palika) encapçalada per François Burck (UC)
- 1995 - 1999: 3 escons de 32, llista unitària (2 UC, 1 RDO) encapçalada per Rock Wamytan (UC)
- 1999 - 2004: 6 escons de 40, llista unitària (4 UC, 1 Palika, 1 RDO) encapçalada per Rock Wamytan (UC, president unitari del FLNKS)
- 2004 - 2009: cap escó.
- 2009 - 2014: 4 escons de 40, llista unitària (1 UC, 1 RDO, 1 Palika, 1 UPM) encapçalada per Rock Wamytan (UC)

### Província del Nord
- 1989 - 1995: 11 escons de 15, llista unitària (6 UC, 3 Palika, 2 UPM) encapçalada per Léopold Jorédié (UC, president de la Província)
- 1995 - 1999: 11 escons de 15, 2 llistes : 1 llista FLNKS oficial o dominant UC (6 escons : 5 UC i 1 UPM) encapçalada per Léopold Jorédié (UC, president de la Província), i una llista UNI - Palika (5 escons) encapçalada per Paul Néaoutyine (Palika, President unitari del FLNKS)
- 1999 - 2004: 14 escons de 22, 2 llistes : 1 llista UNI - Palika (8 escons) encapçalada per Paul Néaoutyine (Palika, president de Província) i 1 llista FLNKS - UC (6 escons) encapçalada per Bernard Lepeu (UC)
- 2004 - 2009: 18 escons de 22, 2 llistes : 1 llista UNI (11 escons : 9 Palika, 1 RDO, 1 UPM) encapçalada per Paul Néaoutyine (Palika, president de Província) i 1 llista UC (7 escons) encapçalada per Pascal Naouna.
- 2009 - 2014: 17 escons de 22, 2 llistes : 1 llista UNI (9 escons : 8 Palika, 1 UPM inicialement però després de l'entrada al govern de Gomès de Déwé Gorodey el 9 de juny de 2009, compta 7 Palika, 1 UPM i 1 RDO) encapçalada per Paul Néaoutyine (Palika, president de Província) i 1 llista UC (8 escons) encapçalada per Gilbert Tyuienon.

### Illes Loyauté
- 1989 - 1995: 4 escons de 7, llista unitària (de fet UC) dirigida per Richard Kaloï (UC, president provincial)
- 1995 - 1999: 3 escons de 7, llista unitària (de fet UC) dirigida per Richard Kaloï (UC, perd la presidència davant LKS de Nidoïsh Naisseline)
- 1999 - 2004: 8 escons de 14, 2 llistes : 1 llista FLNKS - UC (6 escons) dirigida per Robert Xowie (UC, president provincial) i 1 llista UNI - Palika (2 escons) dirigida per Charles Washetine (Palika)
- 2004 - 2009: 6 escons de 14, 2 llistes : 1 llista UC oficial (4 escons) dirigida per Néko Hnepeune (UC, president provincial) i 1 llista UNI - Palika (2 escons) dirigida per Charles Washetine (Palika)
- 2009 - 2014: 8 escons de 14, 2 llistes : 1 llista UC (6 escons) dirigida per Néko Hnepeune (UC, president provincial) i 1 llista UNI (4 escons però només 2 del FLNKS - Palika) dirigida per Jacques Lalié (UC Renouveau, ex Unió Caledoniana)

### Municipis
Després de les eleccions municipals de 2008 el FLNKS compta amb 16 alcaldies dels 33 municipis de Nova Caledònia (7 UC, 7 Palika, 1 divers UNI, 1 UPM). De les 16 comunes, 5 han estat guanyades per una llista unitària del FLNKS (Hienghène, Koné, Lifou, Poindimié i Sarraméa), mentre que a les altres 8 el FLNKS s'ha presentat dividit en diverses llistes que s'han unit per a formar la majoria municipal (Canala, Houaïlou, Kouaoua, Ponérihouen, Pouébo, Poum, Poya i Touho) i a 3 els electes del FLNKS són dividits entre majoria i oposició (Ouégoa, on Palika té l'alcaldia i UC és l'oposició, a Ouvéa on la majoria és únicament UC i l'oposició és Palika, i Voh on l'alcalde és de Palika i UC votà un candidat alternatiu).